# Purita de la Riva
Purificación de la Riva García (Oviedo, 2 de febrero de 1933), conocida como Purita de la Riva, es una pianista española. Catedrática de piano y aún en activo como concertista, es reconocida también por su labor de difusión de la música asturiana para piano.

## Trayectoria
Nacida en la calle Martínez Vigil, comenzó sus estudios musicales con Saturnino del Fresno y dio su primer concierto con 9 años, logrando un gran éxito. Con 12 años recibió el primer Premio fin de carrera y el Premio extraordinario "Mª del Carmen" del Conservatorio de Madrid, aun estudiando como alumna libre. Ese mismo año, en 1945, inauguró la temporada de conciertos de la Sociedad Filarmónica de Oviedo. Comenzó entonces a dar conciertos, fundamentalmente en Asturias pues su familia no quiso que, siento tan joven, saliese al extranjero. Entre otros, ha actuado con el Trío de Cámara de Oviedo, con la OSPA, con la violinista Gréta Hrdá y formando parte del trío Clapiachelo. Recibió igualmente el magisterio de Ángel Muñiz Toca y de Benito Lauret Mediato.
Además de concertista, se dedicó fundamentalmente a la enseñanza, siendo catedrática de Piano Superior, Armonía,Contrapunto y Fuga en el Conservatorio de Oviedo, desde 1956 hasta 1994.

### Obra discográfica
En 1981 De la Riva grabó para la Sociedad Fonográfica Asturiana un disco con música de Anselmo González del Valle, compositor asturiano del que ella era especialista, con el nombre 'Música asturiana para piano'.

## Premios y reconocimientos
- En el año 2001 el Ayuntamiento de Oviedo decidió dedicar una calle de la ciudad a Purita de la Riva.[11]
- El Conservatorio Profesional de Música de Oviedo y el Conservatorio Superior de Música 'Eduardo Martínez Torner' rindieron homenaje a Purita de la Riva, como reconocimiento a una vida dedicada a la música, en 2011.[12]
- La Hermandad y Cofradía de los Estudiantes de Oviedo nombró a Purita de la Riva 'Hermana distinguida' en 2017.[13]